# Trichogramma chilotraeae
Trichogramma chilotraeae is een vliesvleugelig insect uit de familie Trichogrammatidae. De wetenschappelijke naam is voor het eerst geldig gepubliceerd in 1970 door Nagaraja & Nagarkatti.